# Les Mentats de Dune
Les Mentats de Dune (titre original : Mentats of Dune) est un roman de science-fiction de Brian Herbert et Kevin J. Anderson paru en 2014 puis traduit en français et publié la même année.
Il s'agit du dexuième tome d'une trilogie appelée Dune, les origines qui précède la saga initiale de Dune mais qui suit la trilogie Dune, la genèse.

## Résumé
En 4 AG,, quatre-vingt quatre ans après la fin de la bataille de Corrin qui a mis fin au règne et à l'existence des Machines pensantes qui ont menacé de détruire le genre humain, le mouvement butlérien anti-technologique dirigé par le démagogue Manford Torondo prend de plus en plus d’ampleur au sein de l’Empire. Il n’est contrecarré que par Josef Venport, le dirigeant de la Holding Venport qui détient un quasi-monopole sur les voyages spatiaux et sur le commerce de l’épice. De nombreuses planètes signent l'engagement antitechnologique butlérien et Josef Venport décide de mettre ces planètes sous embargo commercial, ce qui signifie notamment qu'elles seront privées d'épice, consommées pourtant par de très nombreuses personnes pour améliorer leur santé.
Sur la planète Salusa Secundus, une émeute provoquée par Manford Torondo entraîne la mort de la fille de Roderick Corrino, le frère de l'Empereur Padishah. Mais le pouvoir du démagogue sur les foules empêche la famille Corrino de prendre des mesures coercitives à son encontre.
Sur la planète Lampadas, Gilbertus Albans, le dirigeant de l'école Mentat, ancien élève du robot Érasme, parvient tant bien que mal à cacher son aversion envers les théories butlériennes. Mais quand Manford Torondo décrète que tout un chacun doit prêter serment de refuser toute technologie, il refuse de forcer ses Mentats à se parjurer. Manford Torondo réunie une armée de disciples et l'école est bientôt assiégée par les disciples du démagogue. Gilbertus Albans parvient à négocier la survie de son école mais un butlérien trouve des preuves que ce dernier n'est autre qu'un des esclaves du robot Érasme avec lequel il a collaboré plus de quatre-vingt ans plus tôt. Il est alors exécuté par Anari Idaho, maître d'escrime et plus proche collaboratrice de Manford Torondo. La princesse Anna Corrino parvient à s'échapper de l'école, emportant avec elle le module mémoriel du robot Érasme.
Sur la planète Wallach IX, Raquella Berto-Anirul a rétabli sa communauté de sœurs. Valya Harkonnen, désormais Révérende Mère, parvient à récupérer les ordinateurs cachés sur la planète Rossak. Elle espère succéder à Raquella qui semble décliner physiquement. Cette dernière pense que le seul espoir de survie de sa confrérie réside dans la réconciliation des sœurs de Wallach IX avec la faction dirigée par Dorotea sur Salusa Secundus. Sa santé déclinant, elle convoque Dorotea Wallach IX puis elle force Dorotea et Valya à mettre leurs différends de côté et à collaborer pour le bien de la communauté. Elle leur laisse la direction de son école juste avant de décéder. Mais Valya est toujours amère de la trahison de Dorotea. Elle utilise son nouveau pouvoir lié à sa voix pour forcer Dorotea à se suicider. Elle se proclame alors seule Mère Supérieure.
Vorian Atréides, se sentant coupable de la mort de Griffon Harkonnen, tente d'aider sa famille en difficulté en injectant secrètement des fonds dans leur entreprise de chasse à la baleine sur la planète Lankiveil. Il se rend ensuite sur la planète Caladan afin de rencontrer ses descendants. MAis bientôt, la tragédie frappe la famille Atréides : deux de ses descendants sont tués et Vorian réalise trop tard que Tula Harkonnen, la sœur cadette de Griffon et de Valya, est venue venger sa famille.
Sur Salusa Secundus, l'Empereur Salvador Corrino décrète que les lucratives opérations minières de l'épice sur Arrakis appartenant à Josef Venport sont dorénavant propriété de l'Empereur. Mais Josef Venport ne l'entend pas de cette oreille et il parvient à attirer Salvador Corrino sur Arrakis où il parvient à orchestrer son assassinat.
Roderick Corrino devient le quatrième Empereur de l'univers connu. Valya Harkonnen se rend sur Salusa Secundus et parvient à s'attirer les bonnes grâces du nouvel Empereur.

## Éditions
- Mentats of Dune, Tor Books, 11 mars 2014, 445 p.  (ISBN 978-0-7653-2274-6)
- Les Mentats de Dune, Robert Laffont, coll. « Ailleurs et Demain », 20 novembre 2014, trad. Patrick Dusoulier, 558 p.  (ISBN 978-2-221-11388-2)
- Les Mentats de Dune, Pocket, coll. « Science-fiction » no 7216, 11 mai 2017, trad. Patrick Dusoulier, 800 p.  (ISBN 978-2-266-26727-4)